# 莱斯机场
莱斯机场（丹麥語：Læsø flyveplads），是丹麦莱斯岛上的一座机场，距比鲁姆3.5千米。

## 通航航空公司及航点
- Copenhagen AirTaxi：哥本哈根（罗斯基尔德机场），哥德堡（市镇机场，季节性）